# زنان در تونس
از زمان انقلاب تونس در دسامبر ۲۰۱۰ و آغاز اعتراضات در سراسر خاورمیانه و شمال آفریقا (MENA)، زنان تونسی نقش بی‌سابقه‌ای در این اعتراضات ایفا کرده‌اند. حبیب بورقیبه در سال ۱۹۵۶ شروع به اعطای آزادی‌های سکولار به زنان کرد، از جمله دسترسی به تحصیلات عالی، حق درخواست طلاق، و فرصت‌های شغلی خاص. زنان در تونس از برخی آزادی‌ها و حقوقی برخوردارند که از زنان در کشورهای همسایه سلب شده‌اند، هرچند که هنجارهای اجتماعی از سال ۲۰۱۱ تغییر کرده‌اند.

## جمعیت‌شناسی
تا سال ۲۰۰۸، اداره مرجع جمعیت ایالات متحده گزارش داد که جمعیت زنان تونس بین سنین ۱۵ تا ۴۹ سال حدود ۳٬۰۰۰٬۰۰۰ نفر بود. تا سال ۲۰۱۵، این جمعیت به ۳٬۱۰۰٬۰۰۰ نفر در همین بازه سنی خواهد رسید. امید به زندگی برای زنان از زمان تولد ۷۹ سال است (امید به زندگی برای مردان در تونس ۷۲ سال است).

پرچم جمهوری تونس

## تاریخچه
زمانی که تونس هنوز تحت حمایت فرانسه بود، اکثریت زنان تونسی بی‌سواد بودند و وظایف خانگی مورد نیاز شوهران و پدرانشان را انجام می‌دادند. با این حال، با آغاز جنبش استقلال کشور، صدایی برای برابری بین زنان و مردان به وجود آمد. در واقع، تا اوایل قرن بیستم، بسیاری از خانواده‌های شهری دختران خود را آموزش می‌دادند. وقتی تونس در سال ۱۹۵۶ استقلال خود را بازیافت، بنیان‌گذار جمهوری—حبیب بورقیبه—بارها و بارها به ضرورت شامل شدن همه افراد در جامعه تونسی تأکید کرد.
در سال ۱۹۱۶، ژولیت سماجا زراح پس از پذیرش در کانون وکلای تونس، به عنوان اولین وکیل زن تونس شناخته شد.
در سال ۱۹۵۶، قانون وضعیت شخصی (تونس) تصویب شد—مدرکی که از زمان ایجاد آن اصلاحات گسترده‌ای را تجربه کرده است. این قانون چندهمسری و طلاق از سوی شوهر را لغو کرد، به زنان اجازه داد طلاق (اسلامی) را درخواست کنند، حداقل سن برای ازدواج را تعیین کرد و رضایت هر دو همسر را پیش از ازدواج الزامی کرد. علاوه بر این، زنان در سال ۱۹۵۷ حق رای به دست آوردند و در سال ۱۹۵۹ قادر به شرکت در انتخابات بودند.
قانون اساسی تونس «اصل برابری» را اعلام می‌کند که به نفع زنان در سیستم قضایی به کار گرفته شده است و به آن‌ها امکان ورود به بخش‌های شغلی غیرسنتی (مانند پزشکی با حبیبه جیلانی، اولین جراح زن، ارتش و مهندسی) را داده است، همچنین به آن‌ها اجازه افتتاح حساب بانکی و تأسیس کسب‌وکارها را داده است. در سال ۱۹۵۹، زنان توانستند به روش‌های پیشگیری از بارداری دسترسی پیدا کنند. در سال ۱۹۶۵ قانونی تصویب شد که به زنان اجازه می‌داد به عنوان بخشی از سیاست کنترل جمعیت، سقط جنین انجام دهند. سقط جنین به درخواست در اکتبر ۱۹۷۳ قانونی شد.
در سال ۱۹۹۳، تلاش‌های لابی‌گری فمینیست‌ها و سازمان‌های زنان منجر به تغییرات خاصی در قانون وضعیت شخصی شد. این تغییرات تصریح کرد که یک زن موظف به اطاعت از شوهر خود نیست، اما لازم است که «بخشی از بار مالی خانواده را به اشتراک بگذارد».
با وجود آزاد کردن زنان از اطاعت از شوهرانشان، آن‌ها اکنون موظف به مشارکت برابر در مدیریت امور خانوادگی بودند. با این حال، یک بند مبهم در قانون الزام می‌کرد که زنان «با شوهرانشان بر اساس عرف و سنت تعامل داشته باشند». این بند اثبات استقلال زنان را دشوار می‌کند (و در نتیجه توانایی آن‌ها برای مشارکت در بار مالی خانواده را نیز محدود می‌سازد)، زیرا «سنت» و «عرف» اغلب برای تقویت تبعیت زنان مورد استفاده قرار می‌گیرند.
پس از آنکه انجمن زنان تونسی برای تحقیق و توسعه و انجمن زنان دموکرات تونسی (ATFD) سندی را ارائه دادند که در آن اجرای کامل توافق‌نامه را خواستار شدند، دولت تونس این توافق‌نامه را در تاریخ ۲۰ سپتامبر ۱۹۸۵ تصویب کرد.